# Barátok közt
Barátok közt (Onder vrienden) was de langstlopende Hongaarse soapserie, die 23 jaar op de Hongaarse televisie werd uitgezonden.
Het hoofdthema van de serie was de generatiekloof tussen ouderen die opgroeiden met communistische waarden en normen en daar min of meer krampachtig aan vasthouden, en jongeren, die massaal overgaan op westerse zaken als McDonald's, merkkleding en westerse muziek.
De serie ontstond in 1998 op initiatief van de Nederlandse producent Hans Springer. In de zomer van 2021 kwam een einde komen aan de serie vanwege teruggevallen kijkcijfers.